# إجراء ميتروفانوف
إجراء ميتروفانوف المعروف أيضًا باسم فغر المثانة بالزائدة الدودية لميتروفانوف، هو إجراءٌ جراحي تُستخدم الزائدة الدودية لإنشاء مسلك أو قناة بين سطح الجلد والمثانة. تكون الفتحة الصغيرة، أو الفغرة، على سطح الجلد، عادةً إما في السرة أو بالقرب من السرة على الجانب الأيمن السفلي من البطن. كان البروفيسور بول ميتروفانوف أول من طور هذا الإجراء في عام 1980، ويعد الإجراء بديلًا للقسطر البولي ويستخدم أحيانًا من قبل الأفراد الذين يعانون من تلف في الإحليل أو الذين يعانون من خلل المنعكسات المستقل. عادةً ما يتم تمرير قسطر متقطع، أو إدخال قسطر عادي عبر القناة كل 3-4 ساعات ويتم تصريف البول في المرحاض أو في عبوة، ثم يُزال بعد الاستخدام. أثناء امتلاء المثانة، يسبب الضغط المرتفع انضغاط القناة على جدار المثانة، ما يؤدي إلى إنشاء صمام أحادي الاتجاه يمنع تسرب البول في الفترات ما بين تركيب القسطر.

## وصف الإجراء
يعمل الجراح على إنشاء قناة صغيرة باستخدام الزائدة الدودية، أو في حالة عدم وجود الزائدة، باستخدام قطعة من الأمعاء الدقيقة. عند استخدام الأمعاء بدلًا من الزائدة الدودية، يُسمى إجراء مونتي. يُخاط أحد طرفي القناة بالجلد، ما يشكل فتحة على السطح تسمى فغرة. يُخاط الطرف الآخر للقناة بالمثانة ويتشكل صمام من الأنسجة لمنع التسرب من الفغرة في الفترات ما بين تركيب القسطر. في بعض الأحيان، يتم تضخيم المثانة باستخدام أنسجة الأمعاء لتخزين كمية أكبر من البول في إجراء إضافي يسمى تكبير حجم المثانة. يختلف إجراء ميتروفانوف عن وضع قسطر مستقر لأن القسطر يُزال من القناة بين إجراءات تصريف البول. يمكن لبعض الأفراد الذين لديهم قنوات ميتروفانوف أيضًا إفراغ البول عبر الإحليل بشكل طبيعي، بينما يقتصر التفريغ البولي على القسطر في حالات أخرى.

## مضادات الاستطباب
لا يجب استخدام هذا الإجراء لدى الأفراد الذين يعانون من ضغط مرتفع داخل المثانة، ما يعني أن ضغط المثانة يزداد بشكل ملحوظ عند أي زيادة طفيفة من السوائل، بسبب خطر حدوث أذية كلوية. يمنع أيضًا استخدام الإجراء لدى الأفراد الذين لا يستطيعون تخزين كميات كبيرة من البول دون ارتجاعه إلى الكلى. بالإضافة إلى ذلك، لا ينصح بهذا الإجراء للأفراد الذين يعانون من ضعف في حركة اليدين، وخاصةً الذين لا يستطيعون الحصول على مساعدة موثوقة.

## الشفاء من الجراحة والحياة مع قناة ميتروفانوف

### الاستشفاء وتعلم استخدام القناة
يعتبر إجراء ميتروفانوف عملية جراحية كبرى وتتطلب عادةً دخول المستشفى لمدة 5-7 أيام. في البداية، لا يُسمح بتناول الطعام والشراب عن طريق الفم، وتُعطى السوائل عن طريق الوريد لعدة أيام. يمكن المباشرة بعدها بنظام غذائي منتظم، بدءًا من استهلاك السوائل الصافية. بعد الجراحة، يوضع أنبوب في القناة التي المُنشأة حديثًا لإبقائها مفتوحة أثناء الشفاء. عادةً ما يوضع أنبوب أيضًا في مجرى البول أو من خلال فتحة فوق العانة لضمان تصريف البول بشكل كامل وإراحة المثانة أثناء الشفاء. تُزال الأنابيب بشكل عام وتكون القناة جاهزة للاستخدام مع القسطر المتقطع في غضون 4-6 أسابيع، بشرط أن يرشد الطبيب المختص كيفية وضع القسطر أولًا. اعتمادًا على الحالة العصبية للفرد، قد يشعر أو لا يشعر الفرد الخاضع لإجراء ميتروفانوف بالإحساس بالتبول. تختلف فترة الشفاء التام من شخص لآخر وتتراوح من 3 حتى 12 شهرًا.

### أنواع القساطر
هناك ثلاثة أنواع رئيسية من القساطر المتقطعة المستخدمة في إجراء ميتروفانوف. يُستخدم القسطر المتقطع لتصريف المثانة على فترات منتظمة. الأنواع الثلاثة هي:
- قسطر غير مطلي: يمكن استخدامه مع مادة مزلقة
- قسطر محب للماء: يحتاج إلى التفعيل بالماء بحسب تعليمات المنتج
- قسطر مُزلق مسبقًا: يكون مشبعًا بمادة مزلقة

### اعتبارات غذائية
يجب على الأفراد الذين يستخدمون قنوات ميتروفانوف اتباع نظام غذائي متوازن غني بالألياف، بما في ذلك 5 حصص من الفاكهة والخضروات يوميًا. ينصح بشرب الكثير من السوائل لتنظيف الكلى والمثانة وتقليل احتمال الإصابة بعدوى المسالك البولية. يُنصح بتناول 2-3 لتر من الماء يوميًا، لضمان إنتاج بول طبيعي فاتح اللون. يمكن لمعظم الأفراد الذين يستخدمون قنوات ميتروفانوف شرب الكحول باعتدال بشرط أن يتّبعوا برنامج منتظم لوضع القسطر لتجنب امتلاء المثانة بشكل زائد.

### الجنس والحمل
يجب عادةً تجنب النشاط الجنسي لمدة 6 أسابيع بعد الجراحة. يمكن حدوث حمل صحي وطبيعي بعد جراحة ميتروفانوف ولكن يجب المراقبة عن كثب من قبل طبيب المسالك البولية. يمكن اللجوء إلى الولادة القيصرية للنساء اللواتي لديهن قناة مصنوعة من أنسجة الأمعاء، لن يكون اختبار الحمل القياسي دقيقًا في معظم الحالات ويمكن تأكيد الحمل عن طريق فحص الدم. لا يؤثر الإجراء على خصوبة الذكور عادةً.

### ممارسة الرياضة والنشاط البدني
يجب توخي الحذر الشديد لمدة 2-3 أسابيع بعد الجراحة، لمنع حدوث أذية في منطقة الجراحة. في هذه الفترة الزمنية، لا يُنصح بالرياضة البدنية القاسية والأنشطة مثل ركوب الدراجات. من الممكن ممارسة الرياضة بعد إجراء ميتروفانوف، ولكن لا يُنصح عادةً بالرياضات التي تتطلب الاحتكاك الجسدي الشديد مثل الرغبي. يمكن أن تساعد التمارين الخفيفة بعد الجراحة على التعافي؛ لكن يجب التشاور مع أخصائي طبي حول توصيات التمارين المحددة عمومًا.

## المخاطر والمضاعفات
لكل عملية جراحية بعض المخاطر. تشمل المضاعفات المحتملة:
- حصى المثانة: حصى المثانة هي عبارة عن كتل صلبة من المعادن تتشكل عادةً عندما لا تُفرغ المثانة بشكل صحيح أو عند تراكم المخاط. إذا تُركت حصى المثانة دون علاج، قد تسبب التهابات.
- التضيق: قد يحدث تضيق في القناة، ما يجعل من الصعب تمرير القسطر. قد تكون هناك حاجة لعملية جراحية إضافية لضمان الإدخال الآمن للقسطر. في حال عدم القدرة على تفريغ المثانة عبر الإحليل وعدم إمكانية إدخال القسطر في القناة، تعد حالة طبية طارئة.
- التسريب: قد يحدث تسرب للبول من الفغرة، خاصةً في حال تمدد القناة وفشل الإغلاق الذاتي للصمام بحيث يمنع مثل هذه التسريبات. قد تؤدي تشنجات المثانة والانقباضات المؤلمة فيها، إلى حدوث تسرب من الفغرة أو الإحليل وقد تحتاج إلى العلاج بالأدوية المضادة للتشنج.
- التهابات المسالك البولية: قد تكون التهابات المسالك البولية مصدر قلق للأشخاص الذين يستخدمون القسطر بسبب عدم اكتمال التفريغ أو تلوث القسطر من اليدين. يمكن الحد منها بتناول كمية كافية من السوائل والعناية بنظافة اليدين.